# Robert de Gravel
Robert de Gravel est un diplomate et ambassadeur français, né en 1616 et mort à Soleure le 30 juin 1684.

## Biographie
Robert de Gravel est issu d'une famille de diplomates. Il a commencé sa carrière dans les armées en Alsace et en Allemagne. Il a le titre de résident pour le roi à Cologne pendant l'hiver 1653, et de résident à Strasbourg de décembre 1653 à la fin août 1656. Il surveille pour le comte de Mazarin les agissements du comte d'Harcourt, gouverneur de l'Alsace, pendant la Fronde. De Bâle, il signale à Mazarin l'arrivée de François-Paul de Lisola, venu discuter avec un officier du comte d'Harcourt. En 1654, il s'est établi à Belfort pour étudier la question de l'Alsace.
Il a été l'un des secrétaires de Mazarin, et un peu son homme d'affaires.
Robert de Gravel est envoyé à la diète de députation de Francfort après être passé chez l'électeur de Mayence, le duc de Wurtemberg, le duc de Neubourg et l'électeur de Bavière, qui sont des clients de la France. Il reçoit ses premières instructions du cardinal Mazarin en avril 1656. Mazarin l'a envoyé pour y rencontrer les délégués des princes et électeurs du Saint-Empire, sous prétexte d'empêcher toute infraction à la paix de Westphalie, mais en réalité pour détourner les électeurs de procéder à l'élection de l'archiduc Léopold comme roi des Romains, en prétextant qu'il n'avait pas 18 ans après la mort de son frère aîné, Ferdinand IV de Habsbourg, en juillet 1654. Cette manœuvre n'a pas réussi et Léopold Ier a été choisi. Il a été élu empereur du Saint-Empire romain germanique à la mort de Ferdinand III de Habsbourg malgré les intrigues du cardinal Mazarin. Il a dû signer auparavant une capitulation de 45 articles, dont l'un lui interdit de venir en aide aux Habsbourg d'Espagne dans leurs guerres d'Italie.
Il a ensuite été le représentant du roi auprès du Conseil de l'Alliance du Rhin formée de plusieurs princes et États d'Allemagne, l'archevêque de Mayence, l'archevêque de Trèves, l'archevêque de Cologne, les comte palatin du Rhin, duc de Bavière, de Juliers, de Clèves et de Mons, le roi de Suède comme duc de Brême, de Verde et seigneur de Wismar, les ducs de Brunswick et de Lunebourg, le landgrave de Hesse. Un traité a été signé entre cette alliance et Louis XIV le 15 août 1658.
Robert de Gravel est à Paris au moment de la mort du cardinal Mazarin à Vincennes vers mars 1661, mais il n'a pas été mentionné dans son testament et se plaint de la médiocrité de sa fortune. Pour le rembourser des dépenses qu'il a faites pour fêter la naissance du dauphin au cours de son séjour à Francfort, le roi lui a attribué 3 000 livres d'indemnité. Il a 12 000 livres d'émoluments. En 1665, il obtient pour son frère, l'abbé Jacques de Gravel, une abbaye. Ce dernier a été envoyé comme résident auprès de l'électeur de Mayence. En 1671, Louvois lui écrit que le roi lui a attribué l'abbaye de Saint-Symphorien de Metz et lui demande de lui envoyer le nom de celui de ses enfants sur lequel il veut mettre le bénéfice. Il s'inquiète pour ses propriétés quand les troupes y logent et songe à retourner à Metz, ce que le roi lui interdit. 
Il est le représentant du roi à la diète d'Empire de Ratisbonne en 1663. François-Paul de Lisola, représentant de l'empereur, se plaint de l'influence de Robert de Gravel sur les membres de la diète. Une guerre de plume a alors sévi entre les deux représentants et où Gravel a développé ses dialectique et rhétorique latine pour répondre aux pamphlets de Lisola qui avait publié contre les prétentions de Louis XIV sur les Pays-Bas espagnols : le « Bovclier D'Estat Et De Justice contre le dessein manifestement découvert de la Monarchie Universelle », en 1667. Face à l'occupation du duché de Lorraine par Louis XIV, la Diète n'a pas réagi. Lisola se plaint que les plus forts des princes allemands, les Wittlesbach de Munich, Heidelberg, Cologne, les Guelfes, les Hohenzollern, ont été gagnés par l'or du roi et par des promesses. Robert de Gravel écrit qu'il s'ennuie à Ratisbonne et demande  à être envoyé à Vienne, puis comme intendant en Alsace après le départ de Charles Colbert de Saint-Marc, sans succès. Il fait des visites aux princes allemands clients de la France, et une courte visite dans sa propriété de Marly, près de Metz. En 1670, il a signé avec l'électeur de Bavière Ferdinand-Marie un traité secret dans lequel des arrangements sont pris pour un règlement équitable de la succession d'Espagne et pour poursuivre en commun l'élection de Louis XIV comme empereur du Saint-Empire et de l'électeur de Bavière comme roi des Romains.
C'est l'intervention des troupes françaises commandées par Turenne dans le duché de Clèves, au début de la guerre de Hollande en 1674, qui va entraîner les princes allemands à accuser le roi de France de violation de la neutralité de l'Empire. Le Saint-Empire romain germanique, par la voix de la Diète d'Empire, proclame la guerre à la France le 24 mai. Robert de Gravel est expulsé de Ratisbonne. Pour éviter d'être arrêté par les Lorrains et revenir en France, il est passé par la Bavière et la Suisse, avant de se rendre à Metz car des officiers impériaux avaient annoncé qu'ils avaient reçu l'ordre de brûler le village de Marly et la maison de Gravel.
Après son retour en France, Simon Arnauld de Pomponne lui écrit : « Cependant, Monsieur, je puis vous assurer de toute la satisfaction que vous trouverez dans le Roi de vos services et de la capacité et du zèle que avec lequel vous avez soutenu si longtemps ses intérêts dans la Diète ».
Il est nommé ambassadeur du roi auprès des cantons suisses en 1674. Il a réussi à maintenir les Confédérés aux côtés de la France. En 1682, pour améliorer les relations avec les cantons après le renvoi des troupes suisses en 1682, il offre une fête somptueuse pour la naissance du fils du dauphin, Louis de France.
En 1683, il a posé la première pierre de l'église des jésuites à Soleure, offerte par Louis XIV.

## Famille
- Robert de Gravel est marié à Henriette de Villiers.
  - En février 1671, il perd sa fille âgée de 14 ans. Il a alors deux fils, dont :
  - Jules de Gravel, marquis de Marly, seigneur de Neufmoutiers, secrétaire de son père à partir de 1677, qui a été appelé à diverses missions diplomatiques après la mort de son père. Il est envoyé extraordinaire en Suisse en 1684, envoyé extraordinaire auprès de l'électeur de Cologne et de l'électeur de Trèves, en 1685. En 1688, il est envoyé extraordinaire auprès de l'électeur de Brandebourg, mais après la mort de l'électeur et son successeur Frédéric Ier de Prusse ayant décidé de quitter l'alliance avec la France, il reçoit l'ordre de quitter Berlin le 23 janvier 1689. Il est mort le 15 octobre 1726, dans sa 72e année et son domaine de Bellevue, à Neufmoutiers-en-Brie[5],[6]. Il était marié à Marie-Thérèse Bernard du Chemin.
    - Maximilien Henri de Gravel, né à Metz ou à Saint-Symphorien[Où ?], marquis, maréchal de camp en 1745, capitaine aux Gardes Françaises, chevalier de Saint-Louis, mort à Paris le 2 janvier 1753 à 67 ans[7],[8] ;
    - Guillaume-François de Gravel, religieux bénédictin ;
    - Anne-Henriette de Gravel, religieuse bénédictine ;
    - Marie-Thérèse de Gravel ;
- Jacques de Gravel, abbé d'Argentan, a été envoyé extraordinaire du roi auprès des électeurs de Trèves et de Mayence.
- Maximilien-Henri de Gravel, abbé de Saint-Symphorien, à Metz[9].

## Distinction
Il est fait chevalier de l'ordre de Saint-Michel en 1670 en présence du corps diplomatique.